# Малий Казес
Малий Казе́с (рос. Малый Казес) — присілок у складі Шарканського району Удмуртії, Росія.

## Населення
Населення — 155 осіб (2010; 218 у 2002).
Національний склад станом на 2002:
- удмурти — 98 %

## Урбаноніми[3]
- вулиці — Зарічна, Комишева, Молодіжна